# Tsolwana
Tsolwana – gmina w Republice Południowej Afryki, w Prowincji Przylądkowej Wschodniej, w dystrykcie Chris Hani. Siedzibą administracyjną gminy jest Tarkastad.